# Эрсилиу Лус (аэропорт)
Международный аэропорт Флорианополис имени Эрсилиу Луса (порт. Aeroporto Internacional de Florianópolis/Hercílio Luz) (Код ИАТА: FLN) — аэропорт города Флорианополис, Бразилия. Назван в честь бразильского губернатора и сенатора Санта-Катарины Эрсилиу Педро да Луса (порт. Hercílio Pedro da Luz) (1860—1924).
В 2009 году аэропорт занимал 16-е место среди самых загруженных аэропортов Бразилии с точки зрения пассажирооборота. Оператором компании является Infraero.

## История
Аэропорт был основан на месте старой воздушной морской базы (Sistema de Defesa Aérea do litoral), которая работала до 1941 года, когда изменилась её юрисдикция.
Между 1927 и 1932 годами использовалась французскими лётчиками авиакомпании Аэропосталь для операций во Флорианополисе. Среди них были Жан Мермоз (Jean Mermoz), Антуан де Сент-Экзюпери и Анри Гийоме (Henri Guillaumet).
Между 1942 и 1945 годами была построена взлётно-посадочная полоса 03/21, контрольно-диспетчерский пункт и пассажирский терминал. В то же самое время были построены и сделаны некоторые эксплуатационные сооружения авиационной базы ВВС Флорианополиса.
В период с 1952 по 1954 пассажирский терминал был восстановлен и эксплуатировался до 1976 года, когда был открыт совершенно новый терминал. Сегодня старый терминал является грузовым. Площадь нового терминала была увеличена в 1988 и 2000 года, достигнув размера 8703 м².
В 1978 года была открыта взлётно-посадочная полоса 14/32, позволив намного увеличить количество рейсов. В 1995 год аэропорт был модернизирован до международной категории и начал принимать сезонные и чартерные рейсы из Аргентины, Чили и Уругвая.

## Авиалинии и направления

### Авиакомпании (регулярные и сезонные регулярные рейсы)
| Companhias                   | Destinos |
| ---------------------------- | --- |
| Aerolineas Argentinas        | Буэнос-Айрес (сезон до 19 октября) |
| Andes Líneas Aéreas          | Буэнос-Айрес (чартер) |
| Avianca Brasil               | Бразилиа — Шапеко — Сан-Паулу/Гуарульос |
| Azul Linhas Aéreas           | Белу-Оризонти — Кампинас |
| Gol Transportes Aéreos/Varig | Асунсьон — Бразилиа — Белу-Оризонти — Буэнос-Айрес (EZE, AEP), Шапеко — Куритиба — Гуарульос — Порту-Алегри — Рио-де-Жанейро — Розариу (Мараньян) — Салвадор (Баия) — Конгоньяс/Сан-Паулу |
| NHT Linhas Aéreas            | Касадор — Навегантис — Конгоньяс/Сан-Паулу |
| TAM Linhas Aéreas            | Белен — Бразилиа — Буэнос-Айрес, Кампинас — Гуарульос — Порту-Алегри — Порту-Сегуру — Рио-де-Жанейро — Салвадор (Баия) — Конгоньяс/Сан-Паулу                                              |
| LAN Airlines                 | Салвадор (Баия) |
| TAM Airlines                 | Асунсьон |
| Pluna                        | Монтевидео (с 2 октября) — Пунта-дель-Эсте — Сантьяго |

### Грузовые авиакомпании
- Total Linhas Aéreas (Куритиба, Гуарульос, Порту-Алегри)
- Varig Log (Гуарульос, Порту-Алегри)

### Авиакомпании с делением по коду ИАТА
- Air Canada — Гуарульос, TAM
- Air France — Рио-де-Жанейро, GOL
- American Airlines — Рио-де-Жанейро, Гуарульос, GOL
- TAP — Рио-де-Жанейро, TAM
- United Airlines — Гуарульос, TAM

## Авиапроисшествия и инциденты
- 22 марта 1951: бразильская авиакомпания Cruzeiro do Sul, ближнемагистральный пассажирский самолёт Douglas DC-3 регистрация СТР-CCX, приземляясь в Эрсилиу Лус разбился после прохождения в плохой погоде и отказе двигателя. Из 14 пассажиров и членов экипажа 3 погибли.
- 16 июня 1958: бразильская авиакомпания Cruzeiro do Sul, самолёт Convair CV-240 family регистрация PP-CEP, летящий из Эрсилиу Лус в аэропорт Афонсу Пена, были на заключительных процедурах подхода, чтобы посадить в Куритибе, когда был застигнут в нисходящих потоках. Самолёт спустился и ударился о землю. Из 26 пассажиров и членов экипажа на борту 21 погиб.
- 12 апреля 1980: рейс 303 авиакомпании Transbrasil, Boeing 727 регистрация PT-TYS, летящий из аэропорта Конгоньяс/Сан-Паулу в Флорианополис, совершал ночной подход к аэропорту Эрсилио Лус во время серьёзной грозы. Самолёт изменил свой курс, влетел в холм и взорвался. Вероятные причины — ошибка скорости и расстояния, несоответствующее наблюдения полёта, отказ начать разворот и неправильная работа двигателей. Из 58 пассажиров и членов экипажа на борту выжили 3 пассажира.